# Sergej Dmitrijev

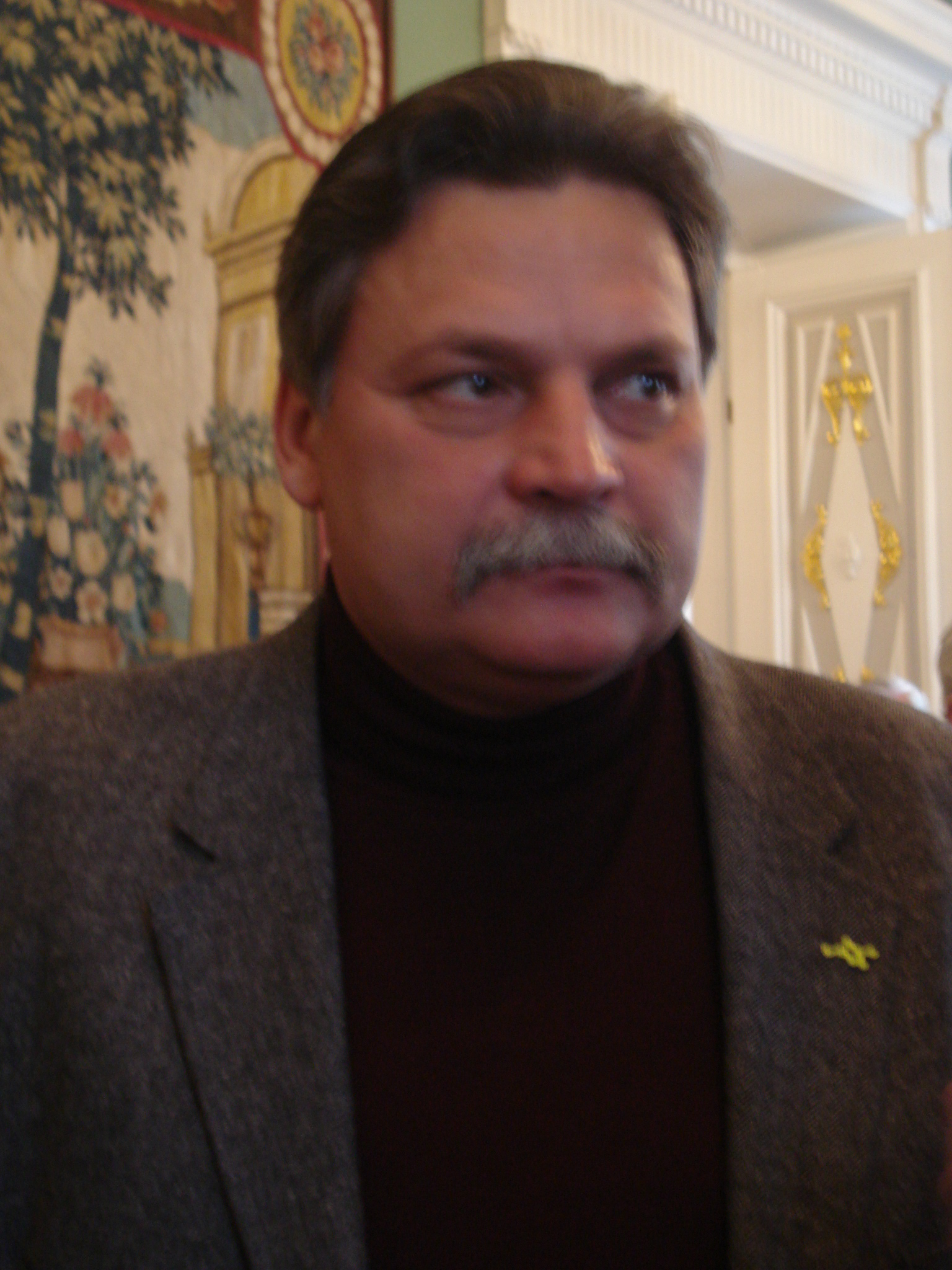
Sergej Dmitrijev (2009)

Sergej Dmitrijev (russisch Сергей Дмитриев, transkribiert Sergej Dmitrijew; * 10. November 1959 in Vilnius) ist ein litauischer Politiker, Mitglied des Seimas.

## Leben
Nach dem Abitur 1976 an der 8. Mittelschule in Vilnius studierte er von 1978 bis 1983 Geschichte und Englische Sprache am  Pädagogikinstitut Smolensk und wurde Lehrer. Von 1992 bis 1993 studierte er weiter in Moskau an einer Hochschule. Von 1983 bis 1984 leistete er den Sowjetarmeedienst. Von 2000 bis 2004 war er Mitglied des Seimas, von 2007 bis 2011 Mitglied im Stadtrat Vilnius.